# Inwentyka
Inwentyka – gałąź wiedzy zajmująca się procesami twórczymi (łac. inventio – dar wynalazczy).

## Prekursorzy inwentyki
Dążenie do znalezienia metody twórczego myślenia towarzyszyło człowiekowi od setek lat. Przy czym cały ten czas można podzielić na dwa okresy.

## Pierwszy okres
Pierwszy okres to dążenie do znalezienia uniwersalnej metody twórczego rozwiązywania problemu. Przedstawiciele to:
- Sokrates (469–399 p.n.e.) – proponował jako metodę dialog mistrz – uczeń lub auto dialog.
- Raimundus Lullus (1235–1315) – średniowieczny scholastyk, poszukiwał uniwersalnej metody służącej do rozwiązania wszelkich problemów. Jego wkład we współczesną naukę to idea rozpatrywania wszystkich możliwości.
- Rene Descartes (1596–1650) – francuski matematyk i filozof, w swoich pracach skupiał się na procedurze rozwiązywania zadań i ustaleniu porządku podczas rozwiązywania. Jego idee wywarły wpływ na matematykę i logikę.
- Gottfried Wilhelm Leibnitz (1646–1716) – poszukiwał uniwersalnej metody, jemu podobnie jak poprzednikom ta sztuka się nie udała.

Wszystkich wymienionych myślicieli, badaczy, naukowców łączyło przyjęcie atomistycznego charakteru natury świata i myślenia oraz możliwość sprowadzenia myślenia do niezawodnych reguł formalnych.

## Drugi okres
Drugi okres rozpoczął się, gdy zdano sobie sprawę, że poszukiwanie jednego uniwersalnego rozwiązania jest bezcelowe. Wtedy to zapoczątkował się nurt badań heurystycznych. Przedstawiciele to:
- Bernard Bolzano (1781–1848) – czeski matematyk i logik, sformułował podstawy „sztuki odkrywania”, gdzie opisywał reguły i metody badań, jakimi posługują się wszyscy rozsądni ludzi, czy to świadomie czy nie.
- George Polya (przełom XIX i XX wieku) – matematyk i metodolog, twierdził, że najbardziej charakterystyczną cechą aktywności człowieka jest zdolność do rozwiązywania zadań, co jest specyficzną cechą intelektu.
- Gienrich Saułowicz Altszuller (1926–1998) – innowator i twórca metodyki TRIZ, czyli metodyki rozwiązywania problemów innowatorów opartej na logice i danych, a nie na intuicji.